# Формули Мольвейде

Трикутник на площині.

Формули Мольвейде — тригонометричні залежності, що виражають відношення між довжинами сторін і значеннями кутів при вершинах деякого трикутника, відкриті К. Б. Мольвейде.

## Опис
Формули Мольвейде виглядають так:
{\displaystyle {\frac {a+b}{c}}={\frac {\operatorname {cos} \;{\frac {A-B}{2}}}{\operatorname {sin} \;{\frac {C}{2}}}};}
{\displaystyle {\frac {a-b}{c}}={\frac {\operatorname {sin} \;{\frac {A-B}{2}}}{\operatorname {cos} \;{\frac {C}{2}}}},}
де A, B, C — значення кутів при відповідних вершинах трикутника і a, b, c — довжини сторін, відповідно між вершинами B і C, C і A, A і B. Формули названо на честь німецького математика Карла Мольвейде. Формули Мольвейде зручно використовувати при розв'язуванні трикутника за двома сторонами і кутом між ними:146 і за двома кутами і прилеглою до них стороною. Аналогічні співвідношення у сферичній тригонометрії називають формулами Деламбра:83.

## Застосування
Поділивши окремо праві й ліві частини останніх формул, відразу отримаємо теорему тангенсів

## Примітка
1. ↑  Степанов Н. Н. Сферическая тригонометрия. — М. — Л. : ОГИЗ, 1948. — 154 с.